# SC São João de Ver
Der Sporting Clube de São João de Ver ist ein portugiesischer Fußballverein aus São João de Ver, einer Gemeinde des nordportugiesischen Kreises Santa Maria da Feira. Der Verein spielt in der Série B der Campeonato Nacional de Seniores.

## Geschichte
Der SC São João de Ver wurde am 25. Juni 1929 gegründet. Die Fußballmannschaft spielte lange Zeit nur unterklassig im regionalen Ligabereich. Erste überregionale Auftritte verzeichnete sie entsprechend lediglich durch die Teilnahme an der Taça de Portugal. 1994 stieg sie in die seinerzeit viertklassige Terceira Divisão auf, 1998 gelang der Sprung in die drittklassige Segunda Divisão B. Dem direkten Wiederabstieg folgte der erneute Aufstieg und bis 2003 hielt sich die Mannschaft anschließend in der dritthöchsten Spielklasse. Nach mehreren Spielzeiten in der vierten Liga gelang 2011 abermals der Aufstieg in die nun drittklassige Segunda Divisão, die im Zuge einer Ligareform in das Campeonato Nacional de Seniore überführt wurde. Dort spielte sie noch zwei Jahre, anschließend folgte der Abstieg in den regionalen Ligabereich. 
2020 kehrte der SC São João de Ver in den überregionalen Ligabereich zurück, als er ins drittklassige Campeonato de Portugal aufstieg. Als in Folge der COVID-19-Pandemie in Portugal der Ligabetrieb 2021 durch die Einführung der Liga 3 als neue, konsolidierte dritthöchste Spielklasse reformiert wurde, qualifizierte sich der Klub für die neue Spielklasse. Hier verpasste die Mannschaft im zweiten Jahr der Ligazugehörigkeit in der Abstiegsrunde den Klassenerhalt und stieg in die vierte Liga ab.